# Kikaijima
Đảo Kikai (喜界島 (Hỉ Giới đảo) Kikai-jima) là một hòn đảo thuộc quần đảo Amami, một phần của quần đảo Nansei (hay Ryukyu) tại Nhật Bản. Hòn đảo nằm cách 25 km về phía đông của Amami Ōshima, 380 km về phía nam của đất liền tỉnh Kagoshima, và 330 km về phía bắc của đảo Okinawa. Về mặt hành chính, toàn bộ đảo thuộc về Làng Kikai, tỉnh Kagoshima.
So với Amami Ōshima và Tokunoshima, đảo Kikai tương đối bằng phẳng. Đảo có nguồn gốc đá vôi từ các rạn san hô nổi lên. Đảo được giới địa chất học chú ý vì là một trong những đảo sa hô nổi lên nhanh nhất thế giới.